# مالیکا کاپور
مالیکا کاپور (انگلیسی: Mallika Kapoor) بازیگر هندی است که در صنایع فیلم جنوب هند و به‌طور عمده در فیلم‌های مالایالم، تامیل و کنادا کار کرده‌است. او هم چنین در چند فیلم تلوگو و هندی ظاهر شده‌است.

## فیلم‌شناسی
| سال  | فیلم            | نقش               | زبان     | نکات دیگر | مرجع  |
| ---- | --------------- | ----------------- | -------- | --------- | ----- |
| ۲۰۰۵ | جزیره شگفت‌انگیز | راجکوماری رادها   | مالایالم |           |       |
| ۲۰۰۶ | معلم            | آنجلی             | تامیل    |           | [ ۲ ] |
| ۲۰۰۷ | خاطرات شیرین    | پریتی             | کنادا    |           | [ ۳ ] |
| ۲۰۰۷ | ببر داره میاد   | گایاتری / شنباگام | تامیل    |           | [ ۴ ] |
| ۲۰۰۹ | آنتونی کیست؟    | مانجو             | تامیل    |           | [ ۵ ] |
| ۲۰۰۱ | تفنگ            | مالیگا            | کنادا    |           |       |

## پیوند بیرونی
- مالیکا کاپور در بانک اطلاعات اینترنتی فیلم‌ها (IMDb)